# Lista de curas esotéricas
A curas esotéricas se referem a vários tipos de medicina alternativa que visam curar doenças e deficiências usando meios esotéricos, seja pela fé e vontade humana ou pelo uso de processos pseudocientíficos. Foi publicada pela primeira vez na década de 1950 e inicialmente inspirada por Djwal Khul e Alice Bailey.

## Cura
- Alice Bailey#Cura Esotérica
- Ciência Cristã#Práticas de cura
- Cura de cristal
- Dianética
- Cura pela fé
- Johrei
- Imposição de mãos
- Música universal
- Prana
- Oração#Oração de cura
- Cirurgia psíquica
- Qi#Papel na medicina tradicional chinesa
- Qigong
- Cura quântica
- Radiônica
- Reiki
- Toque terapêutico
- ThetaHealing
- Palavra de Fé#Cura